# Cassidyite
La cassidyite è un minerale appartenente al supergruppo della kröhnkite.